# O crepúsculo e as formigas
O crepúsculo e as formigas (en castellano El crepúsculo y las hormigas) es un libro de relatos de Xosé Luís Méndez Ferrín, publicado en 1961 por Editorial Galaxia. El libro está compuesto por diez relatos. Está dedicado a Nicole Christine, e incluye un prólogo de Ramón Piñeiro y un texto introductorio del propio autor.

## Narración
En los relatos existe un ambiente de terror en el que las personas caminan como hormigas en hilera movidas por fuerzas ciegas que conducen a un trágico destino. La brevedad y densidad de los relatos están apoyadas por sus recurrencias del discurso que incorpora variados procedimientos técnicos: el uso de la estructura epistolar, del monólogo interior, de la ruptura temporal o de la técnica cinmatográfica. El enfoque difuminado vertebra las historias de este libro, tal como se declara en el texto inicial que precede los cuentos.
Los relatos, escritos cuando Méndez Ferrín vivía en Madrid, están ambientados en espacios urbanos y rurales de Vigo (porto), Orense (río Barbaña) y Santiago de Compostela.

## Ediciones
Tras la primera edición de la Editorial galaxia de 1961, fue publicado por Edicións Xerais en 1982. La tercera edición, de 1983, incluyó una nota introductoria. En octubre de 2004 se publicó la decimoctava edición, en la colección Narrativa de Xeraisición, na colección Narrativa de Xerais.